# Муларони, Пьер Наталино
Пьер Наталино Муларони (итал. Pier Natalino Mularoni; 31 марта 1948 — 17 декабря 2011, Сан-Марино) — капитан-регент Сан-Марино (1995—1996).

## Биография
Занимал должности президента и директора Христианско-демократической партии Сан-Марино.
- 1995—1996 гг. — капитан-регент Сан-Марино,
- с 2004 г. — президент банка Сан-Марино.

Умер 17 декабря 2011 года в больнице в Борго-Маджоре после продолжительной болезни в возрасте 63 лет.